# Melanie Rawn
Melanie Rawn (ur. 1954) – amerykańska autorka literatury fantasy. Uzyskała w Scripps College licencjat z historii. Zanim została pisarką pracowała jako nauczycielka i redaktorka.
Została trzykrotnie nominowana do nagrody Locusa: w 1989 roku w kategorii debiutu powieściowego za Dragon Prince, w 1994 roku w kategorii powieści fantasy za Skybowl i ponownie w tej samej kategorii w 1995 roku za Ruins of Ambrai. Trzecia powieść trylogii „Wygnańcy (Exiles)” ponad dekadę jest zapowiadana ale jak dotąd nie została opublikowana z powodu depresji na którą cierpi autorka i przejściu do innych projektów, by ułatwić jej powrót do zdrowia.

### TrylogiaDragon Prince
- Dragon Prince, 1988
- The Star Scroll, 1989
- Sunrunner's Fire, 1990

### TrylogiaDragon Star
- Stronghold, 1991
- The Dragon Token, 1993
- Skybowl, 1994

### WszechświatThe Golden Key
- The Golden Key, 1996 (z Kate Elliott i Jennifer Roberson)
- The Diviner, 2011 (prequel The Golden Key)

### TrylogiaExiles
- The Ruins of Ambrai, 1994
- The Mageborn Traitor, 1997
- The Captal's Tower (nieopublikowana)

### SeriaSpellbinder
- Spellbinder: A Love Story with Magical Interruptions, 2006
- Fire Raiser, 2009

### SeriaGlass Thorns
- Touchstone, 2012
- Elsewhens, 2013
- Thornlost, 2014
- Window Wall, 2015
- Playing to the Gods, planowana na sierpień 2017

### Pozostałe powieści
- The Rushden Legacy, 1985 (jako Ellen Randolph)
- Knights of the Morningstar, 1994, powieść związana z serialem TV Zagubiony w czasie (Quantum Leap)

### Opowiadania
- The Lady's Gift w antologii Ancient Enchantresses (1995)
- Salve, Regina w antologii Return to Avalon (1996)
- Of the Death of Kings w antologii Warrior Enchantresses (1996)
- There Goes the Neighborhood w antologii Return of the Dinosaurs (1997)
- The Abbot of Croxton w antologii Highwaymen: Robbers & Rogues (1997)
- The Sacrifice w antologii Fantasy: DAW 30th Anniversary (2002)
- Mother of All Russiya w antologii Lightspeed, May 2012 (2012)